# 곽승남
곽승남(1974년 7월 31일 ~ )은 대한민국의 가수이자 배우이다.

## 생애
1993년부터 광고모델과 패션모델로 활동하다가 1995년 남성 3인조 댄스팝 음악그룹 터보(현재:김정남, 김종국, 마이키(우노앤베티(우노:강성민(OGN(온게임넷) 켠김에왕까지 허강조류(허준, 강성민, 조현민, 류경진 멤버활동), 김형철, 장신민과 베티(이의정)의 난중난색 피쳐링)의 멤버로 데뷔하다가 탈퇴 후 지오(Zio)의 구성원으로 결성했다. 군복무를 마친이후에 1999년 록 음악밴드 줄라이(July)의 보컬리스트로 활동하였다. 2000년 영화 《물고기자리》에 출연하여 영화배우로 데뷔했고 2002년에는 남성 2인조 보컬 음악그룹 인디고(Indigo)의 보컬리스트로 활동하였다.
2004년에 팀이 사실상 해체된 이후에는 연기자 활동에 전념했고 2006년부터 2008년까지는 '서한'이라는 예명으로 활동했다. 2008년에 '곽승남'이라는 본명으로 연기자 활동을 재개하였고 2011년에는 솔로가수로 데뷔하였다.

## 출연 작품

### TV 드라마
- 2006년 KBS1 일일연속극 《열아홉 순정》 ... 재서 역
- 2006년 KBS2 아침드라마 《아줌마가 간다》
- 2007년 KBS1 단막극 《HD TV문학관 - 난장이가 쏘아올린 작은 공》
- 2007년 KBS2 단막극 《드라마시티 - 쉿, 거기 천사》 ... 무생 역
- 2007년 KBS2 단막극 《드라마시티 - 무공족구외전》 ... 중필 역
- 2007년 KBS2 단막극 《드라마시티 - 그녀의 별이 반짝일때》 ... 윤동욱 역
- 2008년 KBS 대하드라마 《대왕 세종》 ... 평망고 역
- 2008년 KBS2 단막극 《드라마시티 - 아버지의 이름으로》
- 2009년 KBS 납량특집드라마 《전설의 고향》〈혈귀〉 ... 태무사 역
- 2010년 KBS1 월화드라마 《공부의 신》
- 2010년 KBS1 대하드라마 《근초고왕》 ... 자출 역
- 2011년 KBS2 미니시리즈 《브레인》 ... 양범준 역
- 2012년 KBS1 일일연속극 《별도 달도 따줄게》 ... 특별출연
- 2012년 KBS2 주말연속극 《내 딸 서영이》 ... 고승찬 역
- 2014년 KBS2 수목드라마 《감격시대: 투신의 탄생》 ... 겐죠 역
- 2014년 SBS 수목드라마 《내겐 너무 사랑스러운 그녀》 ... 연예기획사 'AnA'의 직원 역
- 2015년 KBS2 수목드라마 《착하지 않은 여자들》
- 2022년 JTBC 토일드라마 《디 엠파이어 : 법의 제국》

### 영화
- 2000년 영화 물고기자리

## 앨범
- 1995년 지오(ZIO) 1집 - 《Zio》
- 1996년 지오(ZIO) 2집 - 《Party》
- 1999년 줄라이(July) 1집 - 《Afternoon》
- 2002년 인디고 1집 - 《Indigo》
- 2004년 인디고 2집 - 《Yellow taxi》
- 2011년 곽승남 솔로